# Currituck, North Carolina
Currituck ['kʊrɪtʌk] är administrativ huvudort i Currituck County i North Carolina. År 2000 hade Currituck 716 invånare. Orten uppstod i mitten av 1700-talet men har aldrig fått status som kommun. Trots att Currituck är countyhuvuort har orten förblivit ett kommunfritt område.